# Selma Diamond
Selma Diamond (* 5. August 1920 in Montréal, Québec; † 13. Mai 1985 in Los Angeles, Kalifornien) war eine kanadische Schauspielerin und Drehbuchautorin.

## Leben
Diamond wuchs in Brooklyn auf und besuchte die New York University. Zunächst arbeitete sie als Essayistin für das Magazin The New Yorker, danach schrieb sie für NBC Radio unter anderem für Groucho Marx und Danny Kaye. Ab 1950 war sie als Drehbuchautorin auch für das Fernsehen tätig. Für ihren Beitrag zur Sid-Caesar-Show Caesar's Hour wurde sie 1956 für den Emmy-Award nominiert. Des Weiteren schrieb sie für Shows von Milton Berle und Perry Como. Ab 1960 begann sie eine Karriere vor der Kamera. Sie trat als Gaststar unter anderem in Johnny Carsons The Tonight Show auf und hatte ihr Spielfilmdebüt in einer reinen Sprechrolle aus dem Off in der Filmkomödie Eine total, total verrückte Welt. Sie spielte bis Anfang der 1980er Jahre meist kleine Nebenrollen, erst 1984 hatte sie in Steve Martins Komödie Solo für 2 eine größere Nebenrolle. Im selben Jahr erhielt sie die Rolle der Gerichtsdienerin Selma Hacker in der Sitcom Harrys wundersames Strafgericht, die sie in den ersten beiden Staffeln der Serie spielte und durch welche sie auch im deutschsprachigen Raum bekannt wurde.
Diamond verstarb 1985 an Lungenkrebs.

## Filmografie (Auswahl)

### Als Schauspielerin
- 1963: Eine total, total verrückte Welt (It's a Mad Mad Mad Mad World)
- 1973: Das letzte Spiel (Bang the Drum Slowly)
- 1978: Die liebestollen Stewardessen (Flying High)
- 1982: Ein Draufgänger in New York (My Favorite Year)
- 1983: Trapper John, M.D.
- 1983: Unheimliche Schattenlichter (Twilight Zone: The Movie)
- 1983: Lovesick – Der liebeskranke Psychiater (Lovesick)
- 1984: Solo für 2 (All of Me)
- 1984–1985: Harrys wundersames Strafgericht (Night Court)

### Als Drehbuchautorin
- 1953–1954: The Milton Berle Show
- 1954: Caesar's Hour
- 1960–1963: The Perry Como Show

## Auszeichnungen
- 1956: Emmy-Nominierung für Caesar's Hour
- 1985: Emmy-Nominierung für Harrys wundersames Strafgericht
- 1985: Golden-Globe-Nominierung für Harrys wundersames Strafgericht